# Sandra Cavalcanti

Posse da professora Sandra Martins Cavalcanti de Albuquerque, no Banco Nacional de Habilitação, em 1964.

Sandra Martins Cavalcanti de Albuquerque GOMM • ComIH (Belém, 30 de agosto de 1925 — Rio de Janeiro, 11 de março de 2022), foi uma professora, filóloga, linguista e política brasileira filiada ao Progressistas (PP). Pelo Rio de Janeiro foi deputada federal e estadual, ambos por dois mandatos, além de vereadora da capital homônima.

## Biografia
Filha de Djalma Cavalcanti de Albuquerque e Conceição Martins Cavalcanti de Albuquerque. Formada em Letras, pela Pontifícia Universidade Católica do Rio de Janeiro, foi professora do Instituto de Educação e outrora membro da Juventude Universitária Católica. A partir dos anos 1950, passou a trabalhar na imprensa, fato que cimentou sua vocação política sob a égide do lacerdismo na antiga União Democrática Nacional.
Eleita vereadora pelo então Distrito Federal em 1954 e deputada estadual pela Guanabara em 1960, licenciou-se a pedido do governador Carlos Lacerda, que a nomeou Secretária de Serviços Sociais. Sua passagem pelo cargo foi ruidosa: os antilacerdistas acusavam o governo de remover favelas sem nenhum cuidado para com o bem-estar social dos atingidos preocupando-se apenas em "higienizar" os morros da Zona Sul, área nobre da Guanabara. Logo surgiam denúncias de incêndios premeditados em barracos e de mendigos afogados no Rio da Guarda, acusações das quais Sandra Cavalcanti se defendia acusando os comunistas e brizolistas de propagarem tais rumores que, para ela, não passavam de calúnias. Nas eleições de 1982, Sandra processou um de seus adversários, Miro Teixeira, por este ter aventado sua participação nesses episódios.
Extinto o pluripartidarismo por força do Ato Institucional Número Dois, Sandra Cavalcanti migrou para a ARENA, partido de sustentação ao Governo Militar e foi escolhida presidente do recém-criado Banco Nacional da Habitação (BNH), entretanto o rompimento entre Lacerda e o General Castelo Branco foi o estopim para a sua demissão.
A 2 de Fevereiro de 1968, foi feita Comendadora da Ordem do Infante D. Henrique de Portugal.
Eleita deputada estadual pelo novo estado do Rio de Janeiro em 1974, e candidata derrotada por Nelson Carneiro numa disputa ao Senado em 1978, recusou-se a aportar no PDS devido ao ingresso de Amaral Peixoto na legenda em 1980. Diante desse revés, trabalhou para consolidar o Partido Democrático Republicano, no entanto um novo malogro a levou ao PTB de Ivete Vargas.
Em 1982, concorreu ao governo do estado do Rio de Janeiro, ficando em quarto lugar com cerca de 10% dos sufrágios. Em 1985, lançou sua candidatura à prefeitura do Rio de Janeiro pelo PDR, entretanto acabou por apoiar Rubem Medina que posteriormente a convidou a ingressar no PFL sendo eleita deputada federal por esta sigla em 1986 e 1990. Na primeira gestão de César Maia na prefeitura do Rio de Janeiro (1993-1997) foi Secretária Municipal de Projetos Especiais.
Admitida à Ordem do Mérito Militar em 1993, pelo presidente Itamar Franco no grau de Comendadora especial, Sandra foi promovida em 1998, por Fernando Henrique Cardoso ao grau de Grande-Oficial.

## Rádio e televisão
Prima do falecido apresentador de televisão Flávio Cavalcanti, trabalhou em diferentes veículos de comunicação tais como: Rádio Globo, TV Tupi, TVS, Rede Manchete e no jornal Última Hora.

## Morte
Sandra morreu no dia 11 de março de 2022, aos 96 anos, vítima de uma parada cardíaca na sua casa no Rio de Janeiro.